# Viktor Amazaspovič Ambarcumjan
Viktor Amazaspovič Ambarcumjan, talvolta chiamato anche Victor, con secondo nome Amazasp, cognome come Ambarzumian, Ambarzumyan o Ambarzumjan (in armeno ՎիկտորՀամբարձումյան?, in russo Виктор Амазаспович Амбарцумян?; Tbilisi, 19 settembre 1908 – Byurakan, 12 agosto 1996), è stato un astronomo e astrofisico armeno-russo.
Conseguì eminenti risultati ai tempi dell'Unione Sovietica. Considerato un pioniere dell'astrofisica teorica, egli studiò la cosmogonia delle stelle e delle galassie, la dinamica stellare e le nebulose. Nel 1947 scoprì l'esistenza delle associazioni stellari; avanzò inoltre l'ipotesi che le stelle T Tauri siano relativamente giovani e che le associazioni stellari siano formazioni effimere.

## Biografia
Viktor Ambartsumian nacque a Tbilisi, in Georgia, il 5 settembre secondo l'allora vigente calendario giuliano.  Dopo la laurea presso l'Università di Leningrado, Ambartsumian frequentò l'Osservatorio di Pulkovo dal 1928 al 1931, assieme al collega Belopolsky.
Dopo l'Osservatorio di Pulkovo, Ambartsumian frequentò l'Osservatorio di Byurakan — che fondò nel 1946 e di cui fu direttore —, l'Università di Erevan e l'Accademia Armena delle Scienze, che presiedette dal 1947 al 1993. A partire dal 1953 fu inoltre un membro dell'Accademia russa delle scienze. Presiedette l'Unione Astronomica Internazionale nel periodo 1961–1964. Ebbe quattro figli: Ruben, Rafail, Karine ed Egine.

## Attività
Durante il periodo di Pulkovo, Ambartsumian insegnò presso l'Università di Leningrado e pubblicò il primo libro di testo russo in materia di astrofisica teorica. La maggior parte dei suoi interessi scientifici riguardavano i principi di invarianza applicati alla teoria del trasferimento radiativo, i problemi inversi in astrofisica, e l'approccio empirico ai problemi dell'origine e dell'evoluzione delle stelle e delle galassie.
Egli fu il primo a suggerire che le stelle di tipo T Tauri fossero molto giovani e a suggerire che le associazioni stellari circostanti fossero in espansione. Dimostrò come nelle galassie siano tuttora in corso processi evolutivi come la perdita di massa; studiò il mezzo interstellare, le radiogalassie e i nuclei galattici attivi; organizzò due importanti conferenze sul SETI presso l'Osservatorio di Byurakan nel 1964 e nel 1972.

## Riconoscimenti
- Medaglia Bruce (1960)
- Medaglia d'Oro della Royal Astronomical Society (1960)
- Medaglia d'Oro Lomonosov (1971)
- Dedicazioni: Asteroide 1905 Ambartsumian